# Mérobert
Mérobert – miejscowość i gmina we Francji, w regionie Île-de-France, w departamencie Essonne.
Według danych na rok 1990 gminę zamieszkiwały 413 osoby, a gęstość zaludnienia wynosiła 39 osób/km² (wśród 1287 gmin regionu Île-de-France Mérobert plasuje się na 857. miejscu pod względem liczby ludności, natomiast pod względem powierzchni na miejscu 346.).